# Galaxian3: Project Dragoon
Galaxian3: Project Dragoon (яп. ギャラクシアン3 プロジェクトドラグーン Гяракусиан 3 Пуродзекуто Дорагуун), или Galaxian3 — трёхмерный рельсовый шутер, разработанный и изданный компанией Namco. Изначально представлял собой аттракцион для Международной выставки садоводства и озеленения (Expo '90) в Японии. В 1992 году выпущен как аркадная игра. Игровой процесс заключается в управлении звездолётом под названием Dragoon и участвуют в миссии по уничтожению Cannon Seed — супероружия, нацеленного на уничтожение остатков человечества.
Galaxian3 является частью серии игр Galaxian, которая была создана после успеха Namco с аркадными играми, основанных на движении, в конце 1980-х годов, такими как Final Lap и Metal Hawk. Версия для аттракциона, размещённая в огромном круглом помещении и рассчитанная на 28 игроков, была разработана инженером компании Сигэки Тоямой. Ему было поручено создать самую большую видеоигру, чтобы другие компании не смогли её скопировать, а также игру, демонстрирующую 3D-технологии Namco. Аттракцион был перенесён в тематический парк Wonder Eggs компании Namco в 1992 году, где он оставался до своего закрытия в 2000 году. Namco разработала другие уменьшенные версии для других тематических парков и своих игровых залов в Японии и Тайване. В 1996 году состоялся выпуск игры на PlayStation.
Демонстрация Galaxian3 на Expo '90 была встречена благосклонно, посетители выставки проявляли интерес и восхищение к трёхмерной графике с плоской моделью затенения и другими технологиями игры. Аркадный релиз также получил похвалы за свои технологические особенности и впечатляющий масштаб, в то время как версия для PlayStation получила неоднозначные отзывы из-за устаревшего геймплея и потери привлекательности оригинала. С тех пор Galaxian3 обрела преданных поклонников среди коллекционеров аркадных игр из-за своей редкости и стала объектом усилий по сохранению видеоигр.

## Игровой процесс

Скриншот версии для PlayStation

Galaxian3: Project Dragoon — видеоигра в жанре рельсового шутера. В ней используется предварительно записанный на LaserDisc видеоряд с наложенной трёхмерной полигональной графикой. Количество поддерживаемых игроков варьируется в зависимости от версии: парковый аттракцион рассчитан на 28 участников, тогда как версия для PlayStation поддерживает только четырёх.
Игроки управляют Dragoon — крупным космическим кораблём, созданным Объединёнными Космическими Силами Галактики (англ. United Galaxy Space Force — UGSF) для борьбы с враждебной инопланетной расой, известной как Неизвестный Интеллектуальный Механизированный Вид (англ. Unknown Intellectual Mechanized Species — UIMS). Игроки не управляют кораблём напрямую, поскольку он движется по заранее заданной траектории; вместо этого они управляют цветным курсором, который может стрелять лазерами по приближающимся врагам. Цель игры состоит в том, чтобы добраться до конца, не попав под удар. У всех игроков есть одна общая шкала здоровья, обозначенная как «ENERGY» (Энергия) в нижней части экрана. Шкала уменьшается, когда в корабль попадают враги, препятствия или снаряды.
Действие игры разворачивается в далёком будущем, когда человечество изучает межзвёздные путешествия и осваивает дальние регионы Солнечной системы. После колонизации планеты Альфа поселенцы обнаруживают необычные движения в её коре. Для расследования направляются UGSF, которые выясняют, что планета захвачена UIMS. Пришельцы используют Альфу для создания мощного суперорудия под названием Cannon Seed, способного уничтожать любую планету в пределах своего радиуса действия. Чтобы не допустить уничтожения всего оставшегося человечества, UGSF посылает свой крупнейший и мощнейший звездолёт Dragoon, чтобы раз и навсегда уничтожить UIMS.

## Разработка
В конце 1980-х годов японская компания Namco начала экспериментировать с созданием аркадных игр, напоминающих миниатюрные аттракционы. Среди них были сидячие автоматы, такие как Final Lap, и игры с эффектом движения — Metal Hawk и Winning Run. Namco также открывала крупные развлекательные центры по всей Японии, в которых наряду со стандартными автоматами было множество таких же «тайкан» (от яп. 体感 — «телесные ощущения», «физическое взаимодействие») игр. Поскольку игры с движущимися платформами имели критический и коммерческий успех, а развлекательные центры приносили высокую прибыль, компания начала планировать потенциальный тематический парк Namco с аттракционами, основанными на их играх. Galaxian3 стала первым из таких задуманных аттракционов. Организаторы Namco определили основные принципы игры, такие как продолжительность одиночной игры и структура уровней, прежде чем представить проект и поручить разработку инженеру Сигэки Тояме, известному своей работой над играми Xevious и Point Blank.

Игра Galaxian3 размещалась в круглом помещении с углом обзора 360 градусов и «Motion Unit» (Модулем движения) в центре. Изображение проецировалось на большие стекловолоконные экраны, окружавшие комнату.

Руководитель Тоямы дал ему и остальной команде разработчиков указание вложить все силы в этот проект, даже если для этого придётся отложить другие проекты  — поэтому в 1990 году Namco выпустила лишь небольшое количество игр. Целью проекта было создать «величайшую игру в мире» и сделать аркадную игру настолько масштабной, что другие компании не смогли бы её повторить, идея, возможно, возникшая из-за горького соперничества Namco с Sega. Руководство хотело, чтобы разработка была закончена к Международной выставке садоводства и озеленения 1990 года, также известной как Expo '90, в Осаке, что поставило Тояме и команде разработчиков в общем жёсткие сроки.
Игра размещалась в большом круглом помещении, окружённом массивными изогнутыми проекционными экранами из стекловолокна. Игроки сидели в большом цилиндрическом устройстве, расположенном в центре комнаты, которое приводилось в движение гидравликой и перемещалось во время игры. Получившее название «Motion Unit» (Модуль движения), оно оказалось сложным в проектировании на этапе производства, так как у Тоямы и других возникли проблемы с гидравликой. Сама гидравлика была приобретена у сторонней компании, а не изготовлена самостоятельно, однако из-за того, что она создавалась новым сотрудником, в её программировании было много ошибок. Сотрудники хотели, чтобы ощущения от этого устройства были как от американских горок, с быстрыми поворотами и резкими виражами. Была реализована кнопка экстренной остановки на тот случай, если Модуль продолжит двигаться даже после окончания игры. Также было обнаружено множество других проблем, таких как слишком короткие провода, не позволяющие устройству перемещаться, и внутреннее оборудование, которое тряслось и грохотало при движении. Максимальное число игроков составляло 28 человек из-за кривизны стекловолоконных экранов и конструкции самого помещения. Тояма считал, что это могло бы помочь повысить привлекательность игры, поскольку, создав нечто настолько масштабное, другие компании не смогут это скопировать. Из-за своих гигантских масштабов Тояма сравнил проектирование этой машины с проектированием здания.
3D-модели были созданы Тоямой и несколькими другими сотрудниками, как и сама игра. В отличие от других трёхмерных видеоигр Namco того времени, таких как Winning Run, модели в Galaxian3 были намного более высокого качества и разрешения, однако аппаратные ограничения не позволили добавить текстуры на модели. Саундтрек был написан совместно Синдзи Хосоэ и Аяко Сасо, что было одним из их первых проектов для Namco, и оба они также оказали незначительную помощь в разработке самой игры. Сасо помогала с проектированием проекционных панелей. Название Galaxian3 было выбрано из-за сходства игры с Galaxian и Galaga. Сотрудники думали, что это поможет обеспечить хорошую узнаваемость. Цифра «3» в названии — это алгебраический термин «куб» (³), отсылка к использованию в игре трёхмерной полигональной графики.

## Выпуск

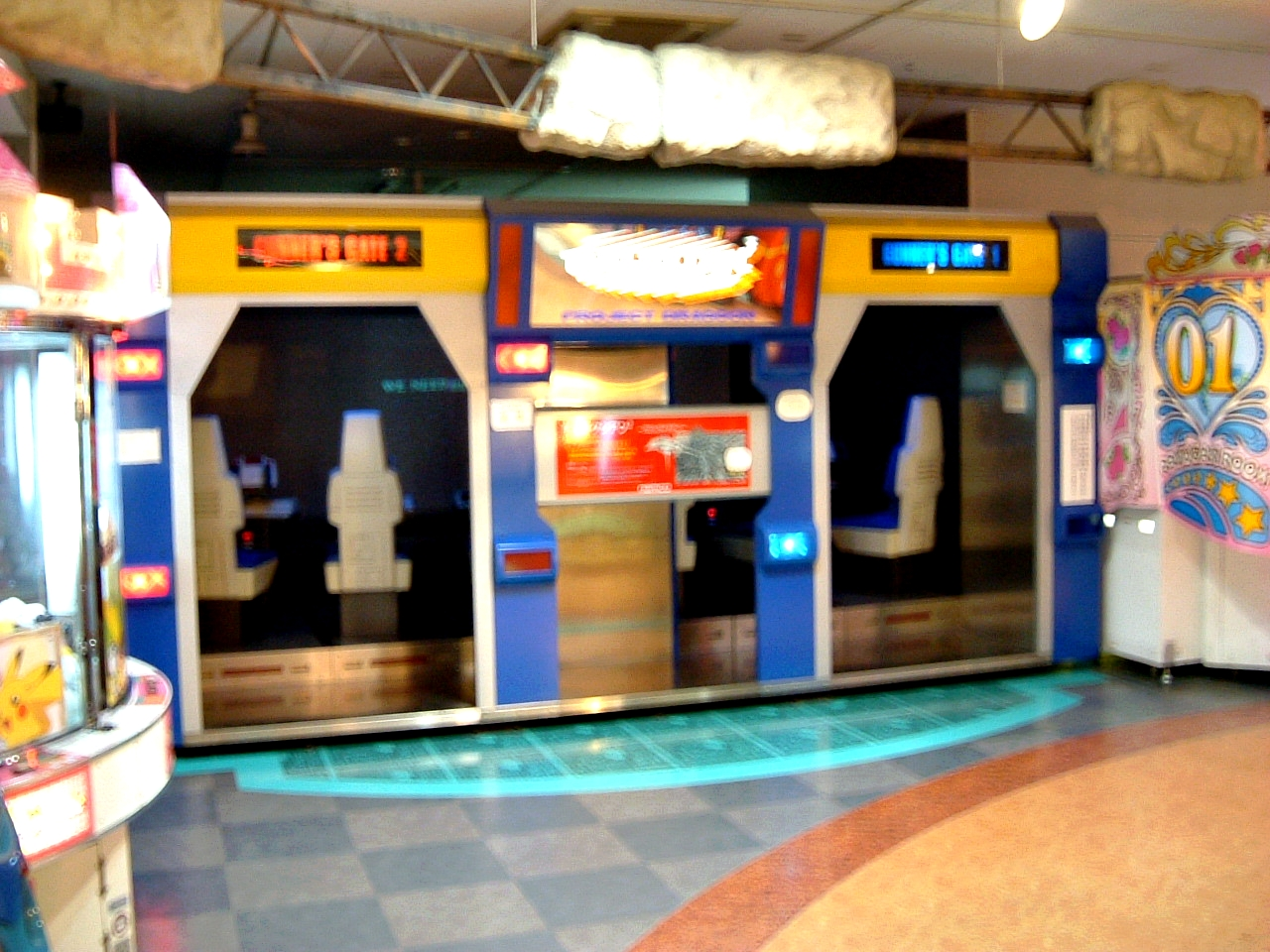
Автомат Galaxian3: Theater-6

Galaxian3 была представлена на Международной выставке садоводства и озеленения в Осаке, также известной как Expo '90, 1 апреля 1990 года и оставалась в эксплуатации до завершения мероприятия в сентябре. Она демонстрировалась вместе с аттракционом, основанном на другой игре Namco, The Tower of Druaga, будучи единственными двумя представленными автоматами, связанными с видеоиграми. Во время показа в игре возникали незначительные технические проблемы, которые, однако, быстро устранялись по ходу мероприятия. Namco выбрала Expo '90 для демонстрации игры, чтобы представить её международной аудитории, позиционируя как «активный симулятор» и «гипер-развлекательная машина» в различных рекламных материалах. Зрители были впечатлены технологическими достижениями игры и трёхмерной графикой, которая выглядела очень впечатляюще для того времени.
Год спустя, в 1991 году, Namco выпустила уменьшенную 16-местную версию Galaxian3 для различных развлекательных центров по всему миру. Получившая название «GM-16», она выпускалась в крайне ограниченном количестве и была создана специально для аркадных залов, в которых не хватало места для полноценной 28-местной машины. В начале 1992 года оригинальная Galaxian3, показанная на выставке Expo '90, была перенесена в тематический парк Namco Wonder Eggs, расположенный в развлекательном комплексе Futakotamagawa Time Spark, Сэтагая, Токио. Она оставалась популярным аттракционом вплоть до закрытия парка в 2000 году, после чего большая часть её комплектующих либо была распродана, либо уничтожена. В 1993 году для аркадного центра Namco в префектуре Канагава была создана вторая 28-местная Galaxian3, внутренне названная «GH-28» для отличия от 16-местной версии. Аркадный центр закрылся в 1997 году, автомат был демонтирован и продан с аукциона, а вырученные средства пошли на благотворительность.
Namco разработала ещё одну уменьшенную версию Galaxian3 для аркадных залов, вновь уменьшив количество игроков до шести. Она была выпущена в декабре 1992 года в Японии и в марте 1993 года в Северной Америке. Это стало первым появлением игры на англоязычных территориях — она прошла тестирование в Англии и демонстрировалась на различных развлекательных выставках в США. Эта версия использовала аркадную плату Namco System 21 с подключенными к ней проигрывателями лазерных видеодисков, эта система получила название «Theater 6». Также данная версия игры была переименована в Galaxian3: Theater-6, чтобы избежать путаницы с другими моделями. Theater-6 имела графику более высокого разрешения по сравнению с GH-28, а также использовала 120-дюймовые проекторы и обновлённые проекционные системы. Как и GM-16, версия Theater-6 игры выпускалась в очень ограниченном количестве; из-за огромных размеров этих автоматов большинство владельцев аркадных залов просто уничтожали или разбирали их на запчасти, когда игра переставала приносить прибыль. Таким образом, в мире сохранилось лишь небольшое количество автоматов Theater-6, почти все из которых находятся в руках частных коллекционеров. В Музее видеоигр в Японии хранится единственный общедоступный автомат Galaxian3 в стране.
В июне 1994 года журнал GameFan дал первые намёки на порт Galaxian3 для 3DO Interactive Multiplayer, однако этот порт так и не был выпущен. Версия для Virtual Boy также разрабатывалась компанией Locomotive Corporation, но тоже не увидела свет. В 1996 году Namco опубликовала домашнюю версию Galaxian3 для PlayStation в Японии и Европе, убрав из названия подзаголовок Project Dragoon. Эта версия игры поддерживала многопользовательский режим до четырёх игроков и имела более сглаженную графику высокого разрешения, а также обновлённый саундтрек. Также она включала в себя бонусную игру The Rising of Gourb с новым сюжетом и уровнями, а также поддержкой контроллера NeGcon. Версия для PlayStation была выпущена в цифровом формате для PlayStation Network 12 февраля 2014 года под маркой Game Archives.

## Отзывы
| Иноязычные издания  | Иноязычные издания |
| Издание             | Оценка             |
| ------------------- | ------------------ |
| AllGame             | [ 13 ]             |
| Famitsu             | 28/40              |
| Dengeki PlayStation | 250/400            |

Galaxian3 имела колоссальный успех. Она была одной из самых популярных экспозиций на выставке Expo '90 вплоть до её завершения и воспринималась игроками как захватывающая, притягательная технологическая новинка и развлечение. По словам Хадзиме Накатани, дизайнера игры и создателя Starblade, Galaxian3 также произвела фурор в СМИ, регулярно появляясь в заголовках газет и на телевидении.
В ретроспективном обзоре 1998 года ресурс Allgame высоко оценил сценарий, подачу и эффект присутствия в игре, написав, что это «именно то, что нужно» для поклонников данного жанра. Также была отмечена версия для PlayStation за точное воссоздание аркадного автомата, особенно за сохранение «ослепительной» трёхмерной графики. Как Famitsu, так и Dengeki PlayStation посчитали, что, хотя игра всё ещё увлекательная, отсутствие возможности играть на аркадной машине Theater-6 привело к потере большей части атмосферы и веселья при переходе на консоль. Они также критиковали короткую продолжительность игры и отсутствие режима с обновлённой графикой, как в Starblade Alpha.

## Наследие
Galaxian3 считается влиятельной и важной как один из первых примеров превращения видеоигр в аттракционы и за использование трёхмерной полигональной графики. В последнее время у неё появилось небольшое, но преданное сообщество поклонников, и предпринимаются усилия по сохранению всего, что связано с этой игрой, чтобы не дать ей кануть в небытие. Она также повлияла на другие компании, которые начали выпускать аналогичные автоматы, чтобы воспользоваться её успехом, такие как Cyber Dome от Sega и 6D Cinema от Yotto-Group.
В 1990 году Namco начала работу над однопользовательским прототипом Galaxian3 для аркадных автоматов. Это легло в основу Starblade, выпущенной год спустя. Благодаря своей кинематографической атмосфере и технологическим достижениям Starblade была хорошо принята и стала источником вдохновения для таких игр, как Star Fox и Panzer Dragoon. Она также была портирована на несколько платформ, включая PlayStation, 3DO и мобильные телефоны. Solvalou, трёхмерный спин-офф игры Xevious 1991 года, также основан на Galaxian3. В 1994 году Namco выпустила продолжение Galaxian3 под названием Attack of the Zolgear, которое предлагалось как набор для модернизации аркадной версии Theater-6. В Zolgear игроки сражаются с одноименным монстром, который пробуждается после 1000-летнего сна, чтобы уничтожить близлежащую космическую колонию, а вскоре и всю человеческую расу. Игра не получила портов для домашних систем.
Примерно с начала 2000-х годов Galaxian3 приобрела множество поклонников из-за своей исторической значимости и того, что была важной игрой для Namco, вероятно, благодаря популярности в парке Wonder Eggs. В Японии были созданы фанатские конвенции, клубы и товары для додзин. Также появились кружки коллекционеров и реставрационные проекты по восстановлению старых автоматов Theater 6, некоторые из которых появились в музеях видеоигр и на выставках по всему миру.